# Hush, Hush
Sussurro (em inglês:  Hush, Hush) é um romance ficcional sobre anjos da escritora estadunidense Becca Fitzpatrick. A história é narrada da perspectiva de sua protagonista, Nora Grey, que vê sua vida em perigo quando começa a se envolver com o misterioso novo aluno de sua escola chamado Patch Cipriano, que mais tarde se revela como um anjo caído com quem possui uma obscura ligação. O romance foi lançado em 2009. E foi o livro mais lido e vendido do ano, com uma quantidade de aproximadamente 100.000.000 de exemplares.

## Sinopse
Nora Grey é uma garota extremamente responsável e estudiosa, que sempre faz as coisas certas. Mantendo planos para conseguir entrar numa boa faculdade, Nora vê sua vida mudar drasticamente com a chegada de Patch, seu novo parceiro de biologia, extremamente atraente e misterioso, que parece saber mais sobre sua vida do que ela mesma. Impulsionada a descobrir mais sobre seu passado e sobre seu comportamento misterioso, Nora passa a investigar Patch, e a inevitavelmente se aproximar dele, sem saber que estaria colocando sua vida em risco. Mais tarde, Nora descobre que Patch é na verdade um anjo caído do céu por cobiçar a vida humana, e que aparentemente deseja matá-la por causa de sua descendência Nefilim e ter um corpo humano próprio. No entanto, os dois acabam se apaixonando, o que coloca suas vidas em perigo já que um Nephilim (criatura feita a partir da relação de anjos caídos com seres humanos) deseja vingança com Patch.

## Enredo
O livro começa com a protagonista, Nora Grey, que mora em Coldwater, Maine, uma cidade muito impopular. Ela senta-se com sua melhor amiga, Vee, na aula de biologia, mas quando os assentos são alterados pelo seu treinador, ela se encontra perto de Patch Cipriano, um misterioso garoto que acabara de entrar no colégio. Primeiramente, Nora acha Patch intolerável e inquietante, devido ao fato de Patch ser apto a atraí-la ao mesmo tempo em que seu comportamento é responsável por repudiá-la. Na biblioteca, Nora percebe que Patch está olhando para ela, fazendo com que ela suspeite do fato dele estar perseguindo-a.
Mais tarde, Vee e Nora encontram dois garotos chamados Elliot e Jules, e os quatro vão para o Parque de Diversões Delphic. Vee está tentando desesperadamente unir Nora e Elliot em um relacionamento, já que ele claramente se sente atraído por ela. Eles se encontram com Patch, e Vee e Elliot demonstram sentir ciúme, mas Nora garante que não há nada acontecendo entre ela e Patch. Nora vai até ele para dizer "olá", mas ele tenta persuadi-la a dar uma volta com ele em um dos brinquedos do Parque, o Arcanjo. Pelo fato de ter medo de altura, ela não aceita. Entretanto, desesperada por respostas, ela inventa uma desculpa e aceita ir ao Arcanjo com ele. Depois do passeio, Nora conta a Patch que ela foi atirada para fora do carrinho e que ele a salvou da morte. Ele a ignora e pede para que fique calma. Intrigada, Nora não consegue achar Vee ou o seu carro em nenhum lugar. Patch oferece uma carona para Nora, mas ela permanece relutante em aceitar. Na casa dela, ambos fazem tacos e Nora fica assustada quando Patch parece lhe ameaçar com a faca que estava usando para cortar tomates. Ela se acalma depois, quando Patch a coloca sobre a bancada da pia e quase a beija, quando são interrompidos pelo celular tocando. Às duas da manhã, uma Vee irritada quer saber onde Nora tinha ido. Vee deduz que Nora e Patch se beijaram, um fato que ela nega.
Em uma sucessão de eventos, Nora começa a se tornar mais próxima de Patch e a ter ideias diferentes sobre ele. Nesse mesmo tempo, ela encontra o amigo de Patch chamado Rixon no Fliperama do Bo. Depois disso, Nora fica ansiosa para descobrir o passado de Elliot depois de ler uma notícia na internet que dizia que ele estava envolvido em um misterioso caso de assassinato. Ela vai até Portland, a cidade onde ele morava, para investigar, e durante a noite, ela pede por direções a uma mendiga e paga a mulher dando o seu casaco a ela. Começa a chover e Nora rapidamente descobre um corpo morto; era a mendiga. Com medo por sua vida, Nora liga para Patch pedindo uma carona para casa. Patch leva Nora até o seu Jeep. O carro quebra no meio da estrada e eles param em um motel barato. Dentro do quarto do motel, Nora percebe o quanto o corpo de Patch é musculoso. Ela toca nas cicatrizes de suas costas.
Ela entra na memória de Patch oito meses antes dela conhecê-lo. Depois de ser arrancada da memória, Patch força Nora a ficar na cama, querendo saber o que Nora tinha visto. Frustrada, Nora pergunta a Patch se ele desejava matá-la e ele concorda. Patch começa a beijar Nora quando ela tenta escapar dele. Ele admite que estava tentando matá-la, mas não ia continuar com isso. Sua busca por respostas finalmente a leva para a impressionante revelação de que Patch é de fato um anjo que caiu do Paraíso, e que pretendia matá-la, explicando o motivo dele ter aparecido no colégio e parecer saber tudo sobre ela. Patch tinha encontrado uma maneira de se tornar humano através do Livro de Enoque. Ao matar Nora, ele conseguiria matar o seu vassalo Nefilim, Chauncey Langeais, o que faria dele humano. Dabria, a ex-namorada de Patch e um anjo da morte que estava se passando pela Sra. Greene (a psicóloga do colégio), deseja que Patch salve a vida de Nora, para que ele possa ganhar novamente as suas asas que foram arrancadas quando caiu e tê-lo de volta. Patch insiste em se tornar humano seguindo o seu plano original. Mas esse plano não vai a lugar algum porque ele se apaixona por Nora.
Logo depois, Jules — um amigo em comum de Nora — é revelado como Chauncey, que deseja vingança contra Patch por forçá-lo a fazer um juramento sagrado que permitiria que Patch possuísse o seu corpo por duas semanas durante o mês judaico do Cheshvan. Depois de deixarem o motel, Nora vai para casa e é confrontada por Dabria, que informa Nora de que Patch deseja matá-la para poder se tornar humano. Dabria planeja matar Nora para que Patch não possa fazê-lo. Nora não se dá por convencida de que Patch ainda queira matá-la. Negando que Patch ame Nora, Dabria começa a atear fogo à casa de fazenda. Nora é salva por Patch e ele diz para ela dirigir até Delphic. Em seguida, ele beija Nora e diz que vai atrás de Dabria. Nora planeja se encontrar com Vee no teatro, mas Patch chega e encontra Nora no banheiro feminino. Irritada, ela ainda não tem certeza se Patch irá matá-la ou não. Ele admite a Nora que não poderia continuar com o plano de usar Nora como sacrifício. Ele também diz que se ele não tivesse caído, não teria encontrado Nora. Convencida, ela beija Patch apaixonadamente, entrelaçando suas pernas em volta dele, mas eles são interrompidos por Vee ligando e dizendo que interceptou o colégio e que quer que Nora vá brincar de esconde-esconde com Elliot e Jules. A ligação é interrompida por Elliot, que ameaça Nora dizendo que Vee não estaria mais viva se Nora não fosse brincar. Patch força Nora a permanecer no carro, e ele vai a procura de Vee. Elliot liga para Nora novamente, ameaçando-a mais ainda, e ela então desobedece Patch e entra no colégio para procurar por Vee.
Nora encontra com Jules e ele explica que é Chauncey e que ele quem realizou todos aqueles ataques contra Nora. Além disso, Jules explica a sua vingança por Patch tê-lo forçado a fazer o juramento sagrado (que foi mostrado no prólogo do livro), matando Nora porque ele descobriu que Patch era apaixonado por ela. Ela encontra um bisturi no chão e o esfaqueia. Ela foge, mas Jules consegue alcançá-la. Ela nota que Patch está atrás dele, mas Jules percebe rapidamente e aponta uma arma para a cabeça de Nora na frente dele. Intimando Jules, Patch possui o corpo de Nora e luta com ele. Patch desfaz a possessão e, enquanto está quase inconsciente, Nora corre até a escada do ginásio do colégio e fica frente a frente com Jules. Nora diz que ele morrerá se ela acabar com a própria vida e Patch se tornará humano. Ela sobe nas vigas do telhado e se joga. Sendo apaixonado por Nora, Patch escolhe salvá-la ao invés de aceitar o sacrifício que o tornaria humano. Por salvar a vida dela, ele se torna o seu anjo da guarda e recupera as suas asas. Na casa de fazenda, Nora pergunta a ele porque não aceitou o sacrifício e ele responde que preferia ser um anjo da guarda. Ele diz: "De que me adianta ter um corpo se eu não puder ter você?". O último capítulo termina com Patch e Nora compartilhando um beijo apaixonado.

## Personagens
- Nora Grey: Nora é uma estudante aplicada e responsável que vive com sua mãe, Blythe Grey, em uma fazenda em Maine. Seu pai, Harrison Grey, fora recentemente assassinado de forma misteriosa. Ela frequenta a Coldwater High School, onde também conhece Patch, um rapaz misterioso que desperta sua curiosidade.

- Patch Cipriano/ Jev: É um anjo caído; misterioso e bonito, ele acaba atraindo Nora, a fim de matá-la (por causa de sua descendência nefilim), com o propósito de se tornar humano, mas acaba se apaixonando por ela e salvando sua vida, tornando-se seu anjo da guarda e conseguindo suas asas de volta. Teve um relacionamento com Dabria quando era um anjo.

- Scott Parnell: Amigo de Nora, que descobre ser um Nefilim fugindo de Hank Millar (Mão Negra). Ele tem uma queda por Nora. No final ele morre para salvar a vida de Nora.

- Elliot Saunders: Elliot é o novo aluno transferido de uma escola preparatória para a Coldwater High School, ele flerta com Nora, que logo descobre que ele é suspeito de matar uma garota que fora sua ex-namorada.

- Jules / Chauncey Langeais: Jules é o misterioso amigo de Elliot. Mais tarde é revelado que ele na verdade é Chauncey Langeais, vassalo nefilim de Patch, que planeja se vingar de Patch matando Nora.

- Vee Sky: É a melhor amiga de Nora, engraçada, ela ajuda Nora a espionar Patch, a fim de descobrir seus segredos.
- Dabria / Srta. Greene: Dabria é um anjo da morte e ex-namorada de Patch. Ela volta a Terra e tenta convencer Patch que existe um jeito de conseguir suas asas de volta e voltar para ela. Ela também se torna a psicóloga da escola Coldwater, para se aproximar de Nora. Mais tarde tenta matar a mesma, mas não consegue.

- Marcie Millar: Marcie é uma garota popular da escola Coldwater e inimiga de Nora seu pai é Hank Millar.

- Rixon: Rixon é um anjo caído e o amigo mais próximo de Patch, conhecendo todos seus segredos.

## A Serie Completa
- Crescendo: Crescendo conta como a vida de Nora Grey se transforma de uma hora para outra, tudo esta bem e seu relacionamento com o agora seu anjo da guarda Patch parece perfeito, porém seu anjo começa a se afastar e dar até indícios de que seu interesse agora está em Marcie Millar (inimiga de infância de Nora), sem mencionar que ela agora é assombrada por imagens de seu pai, deixando-a obcecada em descobrir o que realmente aconteceu na noite em que ele partiu para Portland e nunca mais voltou.

Quanto mais Nora investiga sobre todos esses mistérios, mais ela se pergunta se sua linhagem Nephilim (Fruto do relacionamento de um Anjo caído com um Humano) tem alguma coisa em comum com os recentes acontecimentos, estando cada vez mais vulnerável Nora decide descobrir as respostas por si mesma, já que ela nao sabe se realmente pode contar com Patch uma vez que ele parece esconder segredos obscuros sobre seu passado.
- Silêncio : Finale começa algum tempo depois do livro Crescendo. Nora acorda em um cemitério e não lembra do que aconteceu nos últimos 5 meses, apos acordar vai para casa da mãe descobre que ficou desaparecida por 11 semanas e que Hank Millar (Pai da Marcie Millar) além de estar namorando sua mãe estava oferecendo uma recompensa pela descoberta de sue paradeiro, ela apesar de não lembrar de nada não confia nele. Com o tempo, e com a ajuda de seu amigo Nephlim ela vai descobrindo seu passado, e por que ela tem lembranças, sonhos e até mesmo pesadelos relacionados com a cor preta. Ela conhece um garoto, ele se apresenta como sendo Jev mas depois ela descobre que na verdade ele é seu ex-namorado Patch e que ele precisou mudar de nome.

Ela tera muitos problemas relacionados a Hank Millar e seus Nephilim e fará uma descoberta que ela já sabia, mas como tinha perdido a memória ela não se lembrava, mas isso mudará a sua vida para sempre.
A sequência de Sussurro, Crescendo, foi lançada em outubro de 2010 nos Estados Unidos, e em fevereiro de 2011, no Brasil. O prólogo e o primeiro capítulo foram disponibilizados na internet. Foi confirmado pela autora em seu facebook, que Crescendo teria uma sequência, intitulada Tempest, que mais tarde mudou o título para Silence, que foi lançada em outubro de 2011, nos Estados Unidos, e em janeiro de 2012 no Brasil.O último livro da série, intitulado Finale, chegou nas livrarias norte-americanas no final de 2012.

## Livros
- Sussurro 2009
- Crescendo, 2010
- Silence, 2011
- Finale, 2012

## Recepção
Hush, Hush tornou-se um best-seller do The New York Times, sendo traduzido em várias línguas, incluindo espanhol, francês, italiano, chinês, turco e português.

## Adaptação para o cinema
Em dezembro de 2012, a produtora LD Entertainment adquiriu os direitos da série, mas em 2014, a autora Becca Fitzpatrick, não renovou o contrato com a produtora e o filme foi temporariamente cancelado.
Em julho de 2018, a autora confirmou em sua página no Facebook que os direitos foram adquiridos novamente, desta vez pela produtora BCDF Pictures e será dirigido por Kellie Cyrus, diretora conhecida pelos trabalhos nas séries The Vampire Diaries, The Originals e Dynasty.

Em agosto de 2018, o DEADLINE confirmou os protagonistas do filme. Liana Liberato e Wolfgang Novogratz interpretarão Nora Grey e Patch Cipriano, respectivamente.